# 유럽 고속도로 88호선
| E 88 |

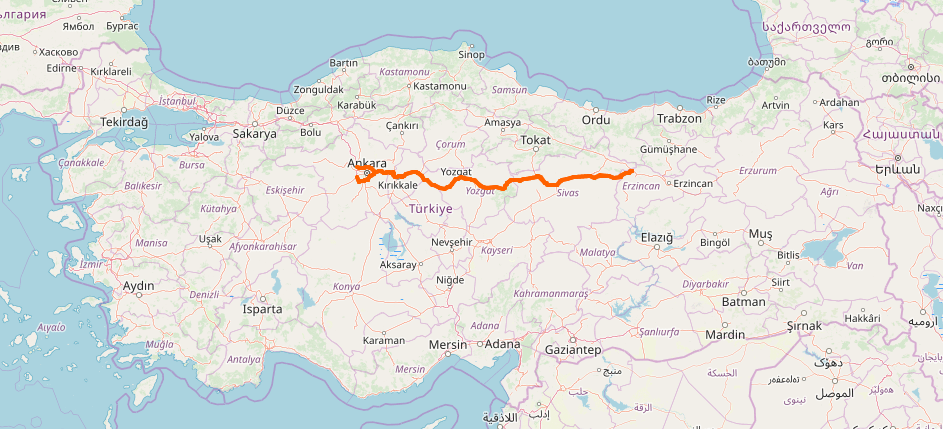

유럽 고속도로 88호선(영어: European route E88)는 유엔의 국제 E-로드 네트워크의 노선으로 동서 방면 약 640km를 연결하는 도로이다.

## 경로

### 튀르키예
- 100번 국도 : 앙카라 - 요즈가트 - 시바스
- 시바스 - Refahiye